# Helmut Weber (Politiker)
Helmut Weber (* 28. November 1917 in Ulm; † 2. März 1963 in Radein) war ein deutscher Politiker (FDP/DVP).

## Leben
Weber studierte von 1951 bis 1954 Rechtswissenschaften an der Eberhard Karls Universität Tübingen. Seit dem Wintersemester 1952/53 war er Mitglied der Studentenverbindung AV Igel Tübingen.
Er war von 1962 bis 1963 Oberbürgermeister von Waiblingen.